# Malras
Malras – miejscowość i gmina we Francji, w regionie Oksytania, w departamencie Aude.
Według danych na rok 1990 gminę zamieszkiwało 348 osób, a gęstość zaludnienia wynosiła 82 osoby/km² (wśród 1545 gmin Langwedocji-Roussillon Malras plasuje się na 596. miejscu pod względem liczby ludności, natomiast pod względem powierzchni na miejscu 1046.).

## Zabytki
Zabytki w miejscowości posiadające status Monument historique:
- krzyż (croix)